# Nicole de Moor
Nicole de Moor (Sint-Niklaas, 18 januari 1984) is een Belgische politica voor de CD&V. Ze was staatssecretaris voor Asiel en Migratie van 28 juni 2022 tot 3 februari 2025 in de Vivaldi-regering. In die functie speelde ze een rol in het Belgisch voorzitterschap van de Raad van de Europese Unie in 2024, met het Europese Migratie- en Asielpact als speerpunt. Sinds 3 februari 2025 is ze Vlaams volksvertegenwoordiger en sinds 5 december 2024 gemeenteraadslid van de Oost-Vlaamse gemeente Sint-Gillis-Waas.

## Levensloop

### Algemeen
Nicole de Moor studeerde in 2007 af als master in de rechten aan de Universiteit Gent en behaalde in 2008 een bijkomend diploma in Europees en internationaal recht aan de Universiteit van Amsterdam. Ze specialiseerde zich er in internationaal Vluchtelingenrecht. Van augustus 2008 tot mei 2009 was ze juridisch adviseur bij het Vlaams Minderhedencentrum, waar ze advies verleende aan onder andere lokale besturen over migratierecht en aan belangenbehartiging deed. Van mei 2009 tot november 2013 was ze verbonden aan de Gentse universiteit als doctoraal onderzoeker in internationaal, Europees en nationaal asiel- en migratierecht. In 2014 promoveerde ze er tot doctor in de rechten aan de vakgroep Internationaal Publieksrecht, met een doctoraat over internationale migratie in het kader van milieudegradatie. Van november 2013 tot november 2014 was ze werkzaam als protection officer bij het Commissariaat-generaal voor de Vluchtelingen en de Staatlozen. Ze was lid van de Raad van Bestuur van Enabel, het Belgisch ontwikkelingsagentschap. Vanaf 2021 was ze lid van de raad van bestuur van de Koninklijke Vlaamse Schouwburg tot ze staatssecretaris werd. Ze is tevens lid van de Vereniging voor de Verenigde Naties (VVN). 

### Politieke carrière
De Moor was vanaf november 2014 adviseur migratie op de kabinetten van CD&V-ministers Kris Peeters, Nathalie Muylle en Koen Geens en werd in oktober 2020 kabinetschef van toenmalig staatssecretaris van Asiel en Migratie Sammy Mahdi.
Eind juni 2022 droeg de partij haar voor als staatssecretaris voor Asiel en Migratie, toegevoegd aan de minister van Binnenlandse Zaken, Institutionele Hervormingen en Democratische Vernieuwing, in de regering-De Croo, ter opvolging van Mahdi, die partijvoorzitter was geworden. Op 28 juni dat jaar, legde ze de eed af in handen van de koning.
Bij de Vlaamse verkiezingen van 9 juni 2024 was de Moor voor CD&V lijsttrekker in de kieskring Oost-Vlaanderen. Met ruim 28.000 voorkeurstemmen werd zij verkozen in het Vlaams Parlement. Als ontslagnemend staatssecretaris in de federale regering diende de Moor zich echter te laten vervangen, eerst door eerste opvolger Stijn De Roo en nadien door tweede opvolger Lien Van Dooren. In februari 2025 liep haar mandaat als staatssecretaris af. Daar de Moor geen minister werd in de regering-De Wever, nam ze vervolgens haar lidmaatschap van het Vlaams Parlement opnieuw op. De Moor werd er vast lid van de commissies Buitenlands Beleid, Europese Aangelegenheden en Internationale Samenwerking, plaatsvervangend lid in de commissie Binnenlands Bestuur en Inburgering en plaatsvervangend lid in de commissie Cultuur, Jeugd, Sport en Media.
In oktober 2024 was Nicole de Moor lijstduwer van de CD&V-Vooruit-lijst in Sint-Gillis-Waas. Ze werd verkozen en zetelt sinds december 2024 als raadslid in de oppositie.

### Staatssecretaris voor Asiel en Migratie
Tijdens haar mandaat zette de Moor in op de hervorming van het Belgisch migratiebeleid, met een voorstel voor een volledig nieuw migratiewetboek en maatregelen voor nauwere opvolging van mensen die moeten terugkeren naar land van herkomst. Daarnaast toonde ze zich als voorstander van een nauwere Europese samenwerking op vlak van migratie en werkte mee aan een akkoord over een Europees Migratiepact, dat werd goedgekeurd onder het Belgisch EU-voorzitterschap.

### Kandidaat voor Hoge Commissaris van de Verenigde Naties voor Vluchtelingen (UNHCR)
In 2025 stelde Nicole de Moor zich kandidaat voor de functie van Hoge Commissaris voor de Vluchtelingen bij de Verenigde Naties (UNHCR). Ze geniet steun van haar partij en binnen de Europese Volkspartij (EVP) en van de Belgische federale regering-De Wever.